# 月鲁帖木儿 (高昌王)
月鲁帖木儿（約1318年—1353年7月14日），元朝畏兀儿人，是高昌回鶻亦都護，太平奴之子。
曾祖父火赤哈儿·的斤，祖父是纽林的斤。他的父亲太平奴死后，不答失里袭位为高昌王、畏兀儿亦都护。高昌之地已经沦入察合台汗国的领地。不答失里之后，月鲁帖木儿继承高昌王。至正十三年六月十四日（1353年7月14日），亦都护高昌王月鲁帖木儿薨于南阳军中，命其子桑哥袭亦都护高昌王爵。